# Cradle
Cradle 2005 é uma canção gravada pelo girl group britânico Atomic Kitten. Foi lançado em 14 de fevereiro de 2005, como apoio a World Vision. É uma nova versão de uma música que foi previamente incluída em seu álbum de estréia, Right Now (2000). "Cradle" foi lançado um ano após o anúncio de separação do grupo em 2004; Foi o último single oficial do grupo, embora tenham lançado dois singles de caridade em 2006 e 2008.
"Cradle 2005" é o single mais vendido da Atomic Kitten, com vendas de 35.000 cópias em todo o mundo. Alcançou o número 10 no Reino Unido e o número 46 na Irlanda.

## Videoclipe
O vídeo é uma montagem da carreira do Atomic Kitten e inclui imagens de Jenny Frost e Liz McClarnon visitando a África para um fundo de caridade. Natasha Hamilton foi incapaz de visitar devido ela estar grávida de seu segundo filho. A versão de 2005 também mostra clipes da versão americana do vídeo "Whole Again".
A versão 2000 caracteriza Natasha Hamilton, Liz McClarnon e Kerry Katona atrás de um fundo branco e preto liso.

## Track listing
UK CD single
1. "Cradle 2005"
2. "Eternal Flame" (2005 Radio Mix)
3. "Someone Like Me" (Minus Blue Mix)
4. "Cradle 2005" (Video)

## Desempenho nas tabelas musicais
| Chart (2005)                   | Maior posição |
| ------------------------------ | ------------- |
| Irlanda (IRMA)                 | 46            |
| Reino Unido (UK Singles Chart) | 10            |